# Su coartada
Su coartada (título original: Her Alibi) es una película estadounidense dirigida por Bruce Beresford y estrenada en 1989.

## Argumento
Phil Blackwood es un escritor de éxito. Es creador del detective Peter Swift, personaje principal de sus novelas policiacas. Sin embargo, hace tiempo que da vueltas a su nueva novela. Sam, su editor y amigo, le aconseja que busque una nueva pareja, y que de este modo encontrará mil nuevos crímenes para su novela. Ante su ordenador, sin embargo, borra todo lo que había escrito. Al día siguiente va a los juzgados esperando descubrir materia para una nueva intriga. Encuentra a un grupo de jubilados que matan el tiempo presenciando los juicios de los delincuentes que pasan por el estrado y pronosticando sus condenas. Allí, Phil ve pasar a una joven rumana de nombre Muñeca, bonita y sensual, acusada de homicidio. Enseguida ve en ello materia para una nueva historia, y para saber más decide ir a la prisión bajo la apariencia de un sacerdote católico que va a confesarla. Acaba por persuadirse de que Muñeca es verdaderamente inocente y decide servirle de coartada con una sola condición: que pase un tiempo en su casa. Muñeca, que está a punto de marchar con una banda de rumanos, decide aceptar. Pero muy rápidamente algunas cosas extrañas se producen en su entorno, y Phil empieza a tener dudas sobre la responsabilidad de su protegida.

## Reparto
- Tom Selleck: Phil Blackwood
- Paulina Porizkova: Muñeca
- William Daniels: Sam
- James Farentino: Frank Polito
- Hurd Hatfield: Troppa
- Ronald Guttman: 'Lucy' Comanescu
- Victor Argo: Avram
- Patrick Wayne: Gary Blackwood
- Tess Harper: Sally Blackwood
- Bill Smitrovich: Farrell
- Bobo Lewis: Rosa

### Nominaciones
- Premios Golden Raspberry 1990 :